# Monosepalum
Monosepalum là một chi phong lan, có 3 loài đặc hữu của New Guinea.

## Các loài
- Monosepalum dischorense
- Monosepalum muricatum
- Monosepalum torricellense